# Eleuterio de Tarsia
Eleuterio de Tarsia o Eleuterio de Tarso (s. III -Tarso, c. 340) fue un ciudadano romano, mártir cristiano, a quien la Iglesia Católica considera como santo. Su fiesta litúrgica se celebra el 4 de agosto.

## Hagiografía
Existe poca información fiable sobre su existencia histórica, pero se sabe que fue un ciudadano romano del siglo III. Se dice que era senador romano.
Era cubiculario de un emperador no identificado (tal vez Maximiano por la fecha de su martirio), pero aunque no era cristiano practicaba su filosofía. Para vivir lejos del escarnio, se mudó a Tarso, en Galacia, aduciendo motivos de salud.
Compró un terreno cerca al río Sakarya, y allí erigió su residencia y un oratorio subterráneo. Se hizo bautizar y comenzó a vivir a plenitud el crisitianismo.

### Martirio
Por no renegar de su fe fue decapitado bajo las órdenes de Maximiano Galerio, en el 304, en Tarso, a quien se le informó de su paradero y los motivos de su alejamiento de la corte imperial. También se afirma que pudo morir en Constantinopla.